# Fiat Talento
Fiat Talento — фургон, который производила итальянская компания Fiat с 1989 года по 1994 и с 2016 по 2021 года.

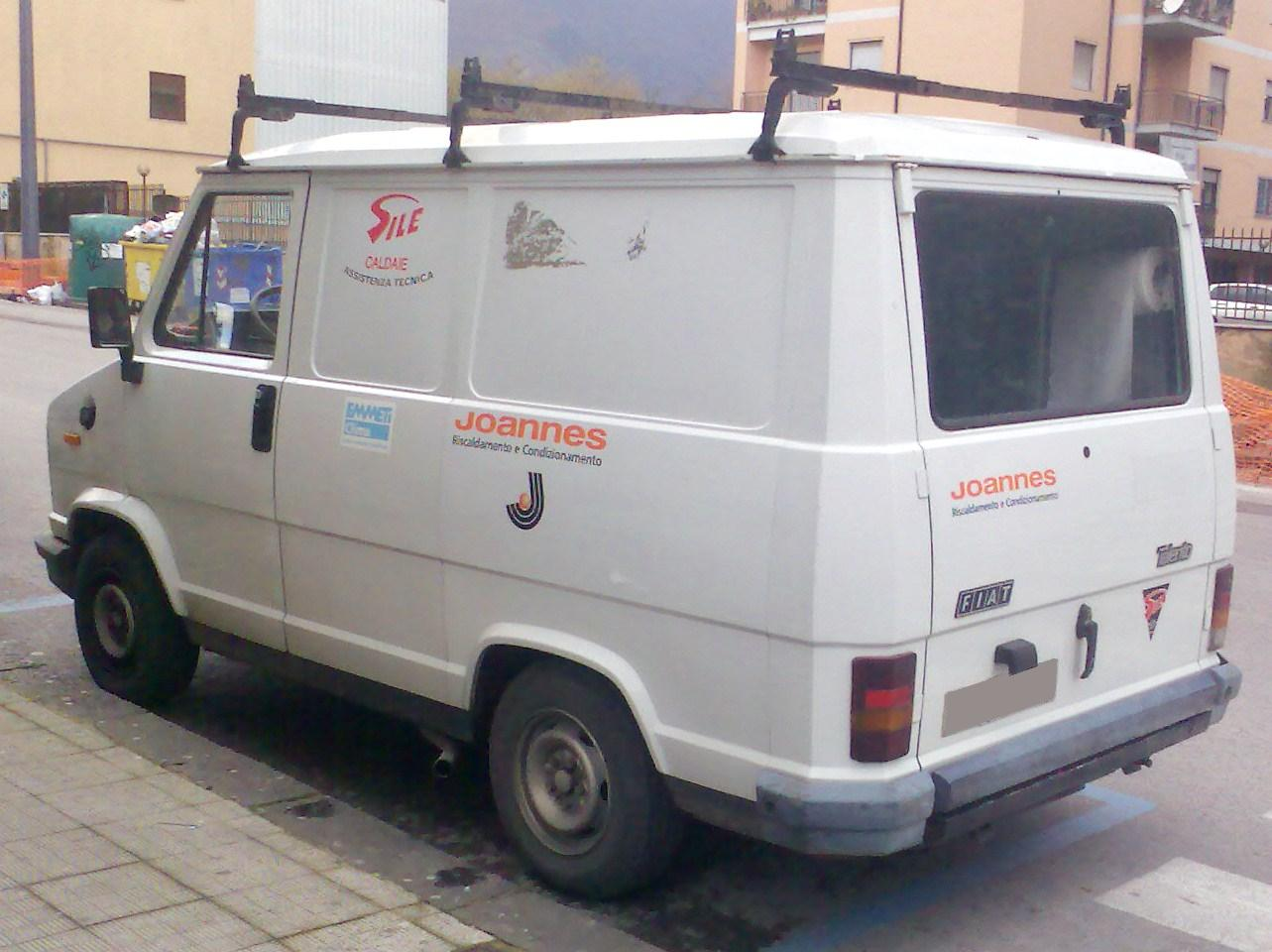
Fiat Talento 1 Тип 280 (1989—1990)

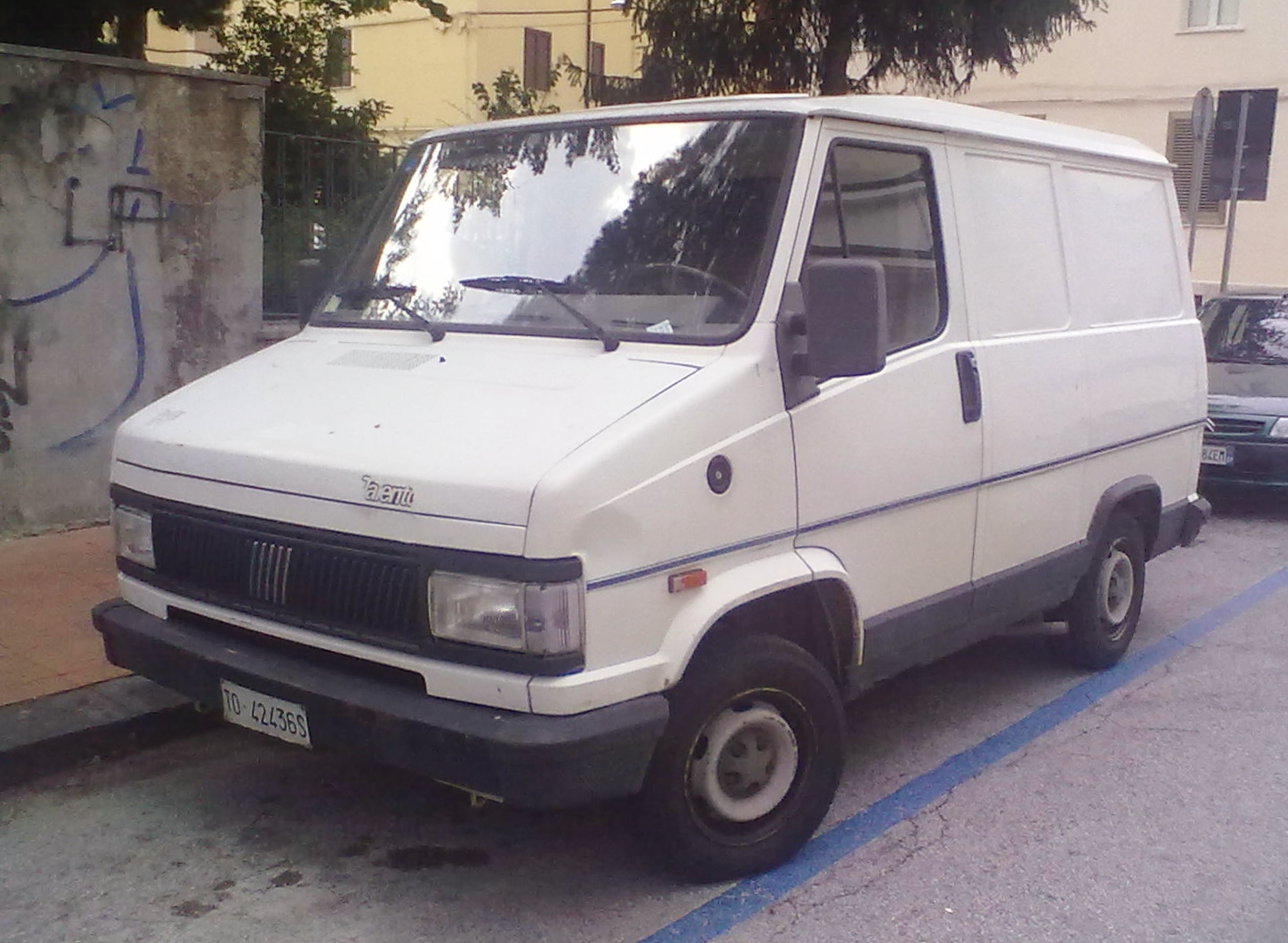
Fiat Talento 1 Тип 290 (1990—1994)

Fiat Talento (тип 280) является укороченным вариантом модели Fiat Ducato и изготавливался на заводе «Sevel Sud» в Италии. Для Fiat Ducato первого поколения было предложено шесть вариантов двигателей: три бензиновых и три дизельных силовых агрегата. В список бензиновых двигателей входили: 4-цилиндровый бензиновый двигатель объёмом 2 литра мощностью 75 л. с. и дизельный объёмом 1.9 литра и мощностью 69 л. с.
В 1990 году была проведена существенная модернизация внешности Fiat Talento (автомобиль получил обозначение тип 290), что выразилось в изменении оформления передней части кузова, новой панели приборов и подрулевых переключателях и рычагах. Производство модели продолжалось до 1994 года.

### Двигатели
| Модель     | Объём см3  | Мощность                         | Крутящий момент        | Производитель | Код двигателя |
| Бензиновый | Бензиновый | Бензиновый                       | Бензиновый             | Бензиновый    | Бензиновый    |
| ---------- | ---------- | -------------------------------- | ---------------------- | ------------- | ------------- |
| 2000       | 1971       | 75 к.с. (55 кВт) при 5000 об/мин | 147 Нм при 2500 об/мин | PSA           | 170B          |
| Дизельный  |            |                                  |                        |               |               |
| 1929 D     | 1929       | 69 к.с. (51 кВт) при 4600 об/мин | 120 Нм при 2500 об/мин | Fiat          | 149B1000      |

## Talento 2
Во второй половине 2016 на рынок вышел Fiat Talento второго поколения, который заменил Fiat Scudo. Автомобиль является копией Renault Trafic и Opel Vivaro. Автомобиль комплектовался дизельным двигателем 1.6 CDTI. Выпуск закончен в 2020.
| Модель             | Объём    | Мощность                          | Крутящий момент      | Комбинированная расход топлива (л/100 км) |
| ------------------ | -------- | --------------------------------- | -------------------- | ----------------------------------------- |
| 1.6 (CDTI)         | 1598 см3 | 66 kW (90 к.с.) при 3500 об/мин   | 260 Нм / 1500 об/мин | 6,5 («ECOFLEX» 6,11)                      |
| 1.6 (CDTI)         | 1598 см3 | 85 kW (115 к.с.) при 3500 об/мин  | 300 Нм / 1750 об/мин | 6,5                                       |
| 1.6 (CDTI) BITURBO | 1598 см3 | 88 kW (120 к.с.) при 3500 об/мин  | 320 Нм / 1500 об/мин | 5,91                                      |
| 1.6 (CDTI) BITURBO | 1598 см3 | 103 kW (140 к.с.) при 3500 об/мин | 340 Нм / 1750 об/мин | 6,5 (6,11)                                |